# Edward Bennett (Schauspieler)

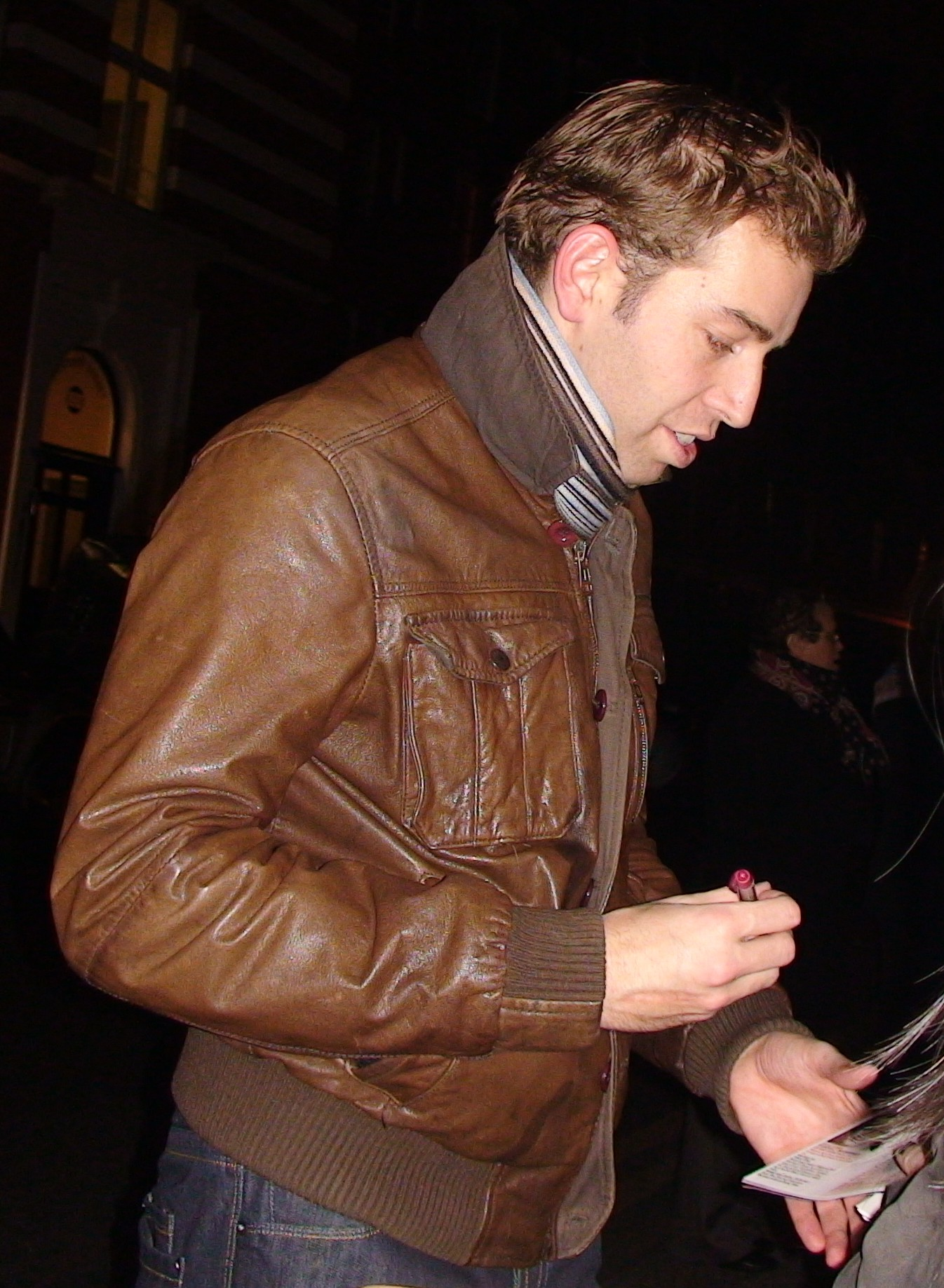
Edward Bennett vor dem Novello Theatre (2008)

Edward Mark W. Bennett (* 9. April 1979 in Worcestershire, England) ist ein britischer Schauspieler.

## Biografisches
Edward Bennett besuchte die Schule in Chipping Campden (Gloucestershire). Zunächst studierte er Geschichte und Politikwissenschaften an der Cardiff University, ehe er sich an der Londoner Royal Academy of Dramatic Art zum Schauspieler ausbilden ließ.
Einen Namen machte Bennett sich vor allem als langjähriger Theaterdarsteller. So ist er Mitglied der Royal Shakespeare Company, mit der er bereits regelmäßig auf den Bühnen Stratford-upon-Avons in diversen Shakespeare-Stücken auftrat.
Neben seiner Arbeit auf der Theaterbühne, ist Bennett auch gelegentlich vor der Kamera zu sehen und hatte im Laufe der Jahre Gastauftritte in diversen Fernsehproduktionen. Er arbeitete auch schon mit namhaften Regisseuren wie Steven Spielberg und Ridley Scott zusammen, die ihn für ihre Kinofilme Gefährten (2011) und Napoleon (2023) in unterstützenden Nebenrollen besetzten. 

## Theaterarbeit (Auswahl)
| Jahr | Titel                                     | Verfasser                 | Rolle                              | Spielort                                                          |
| ---- | ----------------------------------------- | ------------------------- | ---------------------------------- | ----------------------------------------------------------------- |
| 2003 | Hay Fever                                 | Noël Coward               | Simon                              | Theatr Clwyd, Mold                                                |
| 2004 | Charleys Tante                            | Brandon Thomas            | Lord Babberley                     | Northcott Theatre, Exeter                                         |
| 2004 | Alice im Wunderland                       | Lewis Carroll             | The Caterpilar                     | Bristol Old Vic, Bristol                                          |
| 2005 | The Invention of Love                     | Tom Stoppard              | Pollard                            | Salisbury Playhouse, Salisbury                                    |
| 2005 | The Importance of Being Earnest           | Oscar Wilde               | Algemon                            | York Theatre Royal, York                                          |
| 2005 | Die tragische Historie vom Doktor Faustus | Christopher Marlowe       | Mephistophilis                     | Etcetera Theatre, Camden Town, London                             |
| 2006 | The School for Scandal                    | Richard Brinsley Sheridan | Snake/Careless                     | Salisbury Playhouse, Salisbury                                    |
| 2006 | Maß für Maß                               | Alan Bennett              | Canon Throbbing                    | Theatre Royal, Bath                                               |
| 2006 | Habeas Corpus                             | Christopher Marlowe       | Mephistophilis                     | Theater Royal, Bath                                               |
| 2007 | Diana of Dobson's                         | Cicely Hamilton           | The Hon. Captain Victor Bretherton | Orange Tree Theatre, Richmond, London                             |
| 2007 | The Skin Game                             | John Galsworthy           | Charles Hornblower                 | Orange Tree Theatre, Richmond, London                             |
| 2007 | Nan                                       | John Masefield            | Dick Gurvil                        | Orange Tree Theatre, Richmond, London                             |
| 2007 | Pygmalion                                 | George Bernard Shaw       | Freddy Eynsford-Hill               | Theater Royal, Bath                                               |
| 2007 | Little Nell                               | Simon Gray                | George Wharton-Robinson            | Theatre Royal, Bath                                               |
| 2007 | Othello                                   | William Shakespeare       | Rodrigo                            | Donmar Warehouse, Covent Garden, London                           |
| 2008 | Hamlet                                    | William Shakespeare       | Laertes                            | Royal Shakespeare Company, Stratford-upon-Avon                    |
| 2008 | Verlorene Liebesmüh                       | William Shakespeare       | Navah                              | Royal Shakespeare Company, Stratford-upon-Avon                    |
| 2009 | Ein Sommernachtstraum                     | William Shakespeare       | Demitrius                          | Royal Shakespeare Company, Stratford-upon-Avon                    |
| 2009 | Hay Fever                                 | Noël Coward               | Sandy                              | Chichester Festival Theatre, Chichester                           |
| 2009 | Wie es euch gefällt; Der Sturm            | William Shakespeare       | Oliver; Ferdinand                  | Brooklyn Academy of Music, New York City; Old Vic Theatre, London |
| 2011 | Plenty                                    | David Hare                | Demitrius                          | Crucible Theatre, Sheffield                                       |
| 2012 | The School for Scandal                    | Richard Brinsley Sheridan | Joseph Surface                     | Theatre Royal, Bath                                               |
| 2014 | Things We Do for Love                     | Alan Ayckbourn            | Hamish                             | Theatre Royal, Bath                                               |
| 2014 | Verlorene Liebesmüh; Viel Lärm um nichts  | William Shakespeare       | Berowne/Benedict                   | Royal Shakespeare Company, Stratford-upon-Avon                    |
| 2015 | The Rehearsal                             | John Dryden               | Hero                               | Minerva Theatre, Chichester                                       |
| 2015 | Orson's Shadow                            | Austin Pendleton          | Kenneth Tynan                      | Southwark Playhouse, London                                       |
| 2015 | Foto                                      | Anna Ziegler              | Francis Clark                      | Noël Coward Theatre, London                                       |
| 2016 | Unten am Fluss                            | Richard Adams             | Woundwort & Holly                  | Watermill Theatre, Bagnor (Berkshire)                             |
| 2018 | Macbeth                                   | William Shakespeare       | Macduff                            | Royal Shakespeare Company, Stratford-upon-Avon                    |
| 2020 | Betrogen                                  | Harold Pinter             | Jerry                              | Theatre Royal, Bath                                               |

## Filmografie (Auswahl)
- 2007: Silent Witness (Fernsehserie, 1 Folge)
- 2009: Hamlet (Fernsehfilm)
- 2009: Doctors (Fernsehserie, 1 Folge)
- 2011: Gefährten (War Horse)
- 2012: Miranda (Fernsehserie, 1 Folge)
- 2017: Victoria (Fernsehserie, 1 Folge)
- 2018: Poldark (Fernsehserie, 3 Folgen)
- 2019: Pennyworth (Fernsehserie, Pilotfilm)
- 2020: Industry (Fernsehserie, 1 Folge)
- 2023: Napoleon